# Henriette Henriksen
Henriette Henriksen, född den 12 juni 1970 i Stavanger, Norge, är en norsk handbollsspelare.
Hon tog OS-silver i damernas turnering i samband med de olympiska handbollstävlingarna 1992 i Barcelona.